# Episodi di Omnibus (quarta stagione)
La quarta stagione della serie televisiva Omnibus è stata trasmessa in anteprima negli Stati Uniti d'America dalla CBS tra il 9 ottobre 1955 e il 1º aprile 1956.
| nº | Titolo originale                                | Titolo italiano | Prima TV USA     | Prima TV Italia |
| -- | ----------------------------------------------- | --------------- | ---------------- | --------------- |
| 1  | The Birth of Modern Times                       |                 | 9 ottobre 1955   |                 |
| 2  | The Jazz World                                  |                 | 16 ottobre 1955  |                 |
| 3  | The Adams House                                 |                 | 23 ottobre 1955  |                 |
| 4  | Advice to Bathers                               |                 | 30 ottobre 1955  |                 |
| 5  | Toby and the Tall Corn                          |                 | 6 novembre 1955  |                 |
| 6  | American Boyhoods: Captain John M. Ellicott     |                 | 13 novembre 1955 |                 |
| 7  | She Stoops to Conquer                           |                 | 20 novembre 1955 |                 |
| 8  | The Art of Conducting                           |                 | 4 dicembre 1955  |                 |
| 9  | The Royal Game                                  |                 | 11 dicembre 1955 |                 |
| 10 | Salome                                          |                 | 18 dicembre 1955 |                 |
| 11 | Messiah                                         |                 | 25 dicembre 1955 |                 |
| 12 | The Best Year in the History of the Whole World |                 | 1º gennaio 1956  |                 |
| 13 | Dear Brutus                                     |                 | 8 gennaio 1956   |                 |
| 14 | The Great Forgery                               |                 | 15 gennaio 1956  |                 |
| 15 | Episodio 4x15                                   |                 | 22 gennaio 1956  |                 |
| 16 | Minds over Manners                              |                 | 29 gennaio 1956  |                 |
| 17 | One Nation                                      |                 | 5 febbraio 1956  |                 |
| 18 | Mr Lincoln                                      |                 | 12 febbraio 1956 |                 |
| 19 | One Nation Indivisible                          |                 | 19 febbraio 1956 |                 |
| 20 | The Art of Ballet                               |                 | 26 febbraio 1956 |                 |
| 21 | With Liberty and Justice for All                |                 | 4 marzo 1956     |                 |
| 22 | The Better Half                                 |                 | 11 marzo 1956    |                 |
| 23 | Harvard University Remote                       |                 | 25 marzo 1956    |                 |
| 24 | The Court Martial of Billy Mitchell             |                 | 1º aprile 1956   |                 |